# Journal of the Science of Food and Agriculture
Journal of the Science of Food and Agriculture is een internationaal, aan collegiale toetsing onderworpen wetenschappelijk tijdschrift op het gebied van de landbouwkunde, scheikunde en levensmiddelentechnologie. De naam wordt in literatuurverwijzingen meestal afgekort tot J. Sci. Food Agr. Het wordt uitgegeven door John Wiley & Sons namens de Britse Society of Chemical Industry en verschijnt 15 keer per jaar. Het eerste nummer verscheen in 1950.